# محطة قطار وركسوب
محطة قطار وركسوب (بالإنجليزية: Worksop railway station)‏‏ هي محطة قطار  في المملكة المتحدة، تُشغلها قطارات إيست ميدلاند. افتُتحت هذه المحطة في 1849، ويبلغ عدد مسارات أرصفتها 2.